# Parada de Achas
Parada de Achas es una parroquia gallega que se localiza en el municipio español de La Cañiza, provincia de Pontevedra.